# Putot-en-Bessin
Putot-en-Bessin ist eine ehemalige französische Gemeinde mit zuletzt 412 Einwohnern (Stand: 1. Januar 2014) im Département Calvados in der Region Normandie. Sie gehörte zum Arrondissement Caen und zum Kanton Bretteville-l’Orgueilleuse. Die Einwohner werden als Putot-Bessinois bezeichnet.
Mit Wirkung vom 1. Januar 2017 wurde die Gemeinde Putot-en-Bessin mit Brouay, Bretteville-l’Orgueilleuse, Cheux, Le Mesnil-Patry und Sainte-Croix-Grand-Tonne zur Commune nouvelle Thue et Mue zusammengeschlossen.

## Geografie
Putot-en-Bessin liegt etwa 13 Kilometer westnordwestlich von Caen und etwa 14 Kilometer ostsüdöstlich von Bayeux. 

## Bevölkerungsentwicklung der ehemaligen Gemeinde
| Jahr                             | 1793 | 1836 | 1876 | 1926 | 1962 | 1968 | 1975 | 1982 | 1990 | 1999 | 2006 | 2013 |
| Einwohner                        | 394  | 451  | 347  | 218  | 284  | 257  | 259  | 272  | 295  | 331  | 374  | 406  |
| Quelle: Cassini, EHESS und INSEE |      |      |      |      |      |      |      |      |      |      |      |      |

## Sehenswürdigkeiten
- Kirche Notre-Dame-de-la-Nativité aus dem 12. Jahrhundert mit Um- und Anbauten aus dem 14. Jahrhundert, seit 1927 Monument historique
- Schloss Putot aus dem 18. Jahrhundert

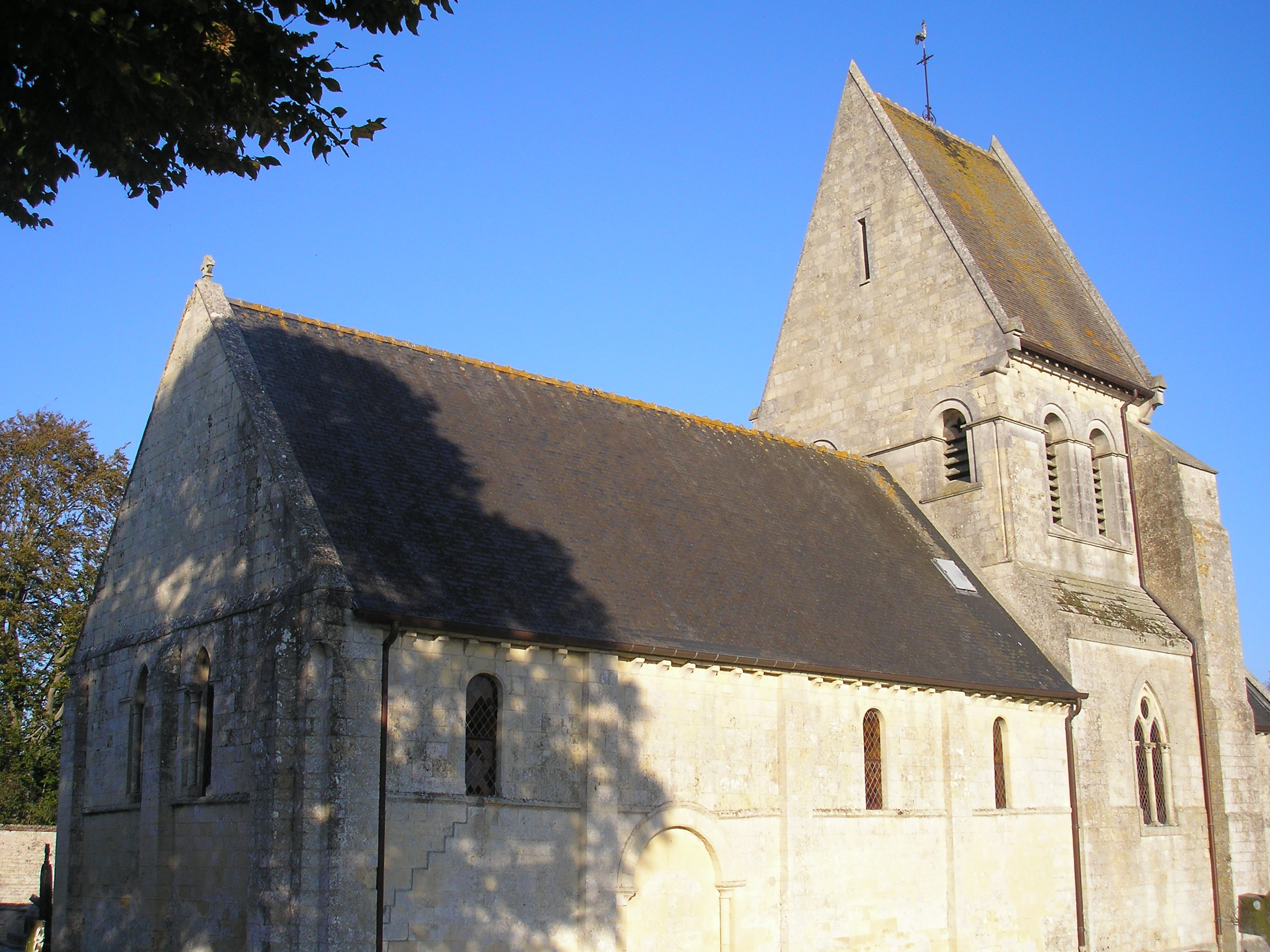
Kirche Notre-Dame-de-la-Nativité